# فيليب هاميلتون
فيليب هاميلتون (بالإنجليزية: Phillip Hamilton)‏ هو مؤرخ أمريكي، ولد في 14 فبراير 1961 في تورونتو في كندا.